# Joey Fink
Joseph "Joey" Fink (Nueva York; 31 de julio de 1951) es un exfutbolista estadounidense que jugó como delantero.

## Trayectoria
Formado en la selección de la Universidad de Nueva York, por cuyos méritos fue incluido en la fama deportiva del instituto en 2008, en 1973 es contratado por la franquicia NASL del New York Cosmos, con la que alcanza la semifinales en esa campaña. En la temporada de 1976 pasó al Tampa Bay Rowdies, con quienes llegó a la final en la edición de 1978, perdiendo contra el Cosmos.
Después de su experiencia en la NASL, pasó a jugar en la American Soccer League, primero en California Sunshine, luego en Cleveland Cobras y New York United.
En 1981 jugó en el Carolina Lightnin', con el que ganó el campeonato. También jugó en campeonatos bajo techo hasta 1985.

## Clubes
| Club                | País           | Año       |
| ------------------- | -------------- | --------- |
| New York Cosmos     | Estados Unidos | 1973-1975 |
| Tampa Bay Rowdies   | Estados Unidos | 1976-1978 |
| Philadelphia Fever  | Estados Unidos | 1978-1981 |
| California Sunshine | Estados Unidos | 1979      |
| New York United     | Estados Unidos | 1980      |
| Cleveland Cobras    | Estados Unidos | 1980      |
| Carolina Lightnin'  | Estados Unidos | 1981      |
| Baltimore Blast     | Estados Unidos | 1981-1985 |

## Palmarés

### Títulos nacionales
| Título                 | Equipo             | País           | Año  |
| ---------------------- | ------------------ | -------------- | ---- |
| American Soccer League | Carolina Lightnin' | Estados Unidos | 1981 |